# Saurornitholestinae
De Saurornitholestinae zijn een groep theropoden behorend tot de Deinonychosauria.
In 2009 benoemden Phil Currie en Nicholas Longrich het geslacht Hesperonychus. Via een exacte kladistische analyse poogden zij te bepalen wat de verwantschappen waren van de door hun nieuw benoemde soort Hesperonychus elizabethae. De uitkomst daarvan was dat die in de Microraptorinae viel, een basale deelgroep van de Dromaeosauridae. De analyse bewees ook dat Hesperonychus de enige bekende microraptorine uit Noord-Amerika was, want een soort die eerder wel onder die groep gerekend was, Bambiraptor viel er nu buiten. Om de aparte positie van Bambiraptor te beklemtonen werd de klade, monofyletische afstammingsgroep, waar Bambiraptor volgens de nieuwe analyse wél in viel, een aparte naam gegeven: de Saurornitholestinae, genoemd naar een goed bekend lid, Saurornitholestes.
De Saurornitholestinae werden gedefinieerd als: de groep bestaande uit Saurornitholestes langstoni en alle soorten nauwer verwant aan Saurornitholestes dan aan Dromaeosaurus albertensis, Velociraptor mongoliensis, of Microraptor zhaoianus. Als synapomorfieën, gedeelde nieuwe eigenschappen, werden deze drie gegeven: het secundaire fenestra antorbitalis (een kleine schedelopening vóór de oogkas) heeft een diepe inkeping in de benedenachterrand; de sacrale wervels zijn gepneumatiseerd; de richels op de binnenste oppervlakken van de zitbenen liggen lager dan hun processus proximodorsales (naar boven gerichte uitsteeksels).
De groep bestaat uit zeer lichtgebouwde roofsauriërs uit het Krijt van Azië en Noord-Amerika.